# Гена Димитрова
Гена Мачева Димитрова (болг. Гена Мачева Димитрова, 6 травня 1941, село Беглеж — 11 червня 2005, Мілан) — болгарська співачка. Почесна громадянка Софії. 

## Біографія та творчість
Почала співати ще в дитинстві, але саме її перший вчитель музики, Івану Генкову, передбачав їй блискуче майбутнє. Оперним співом Гена почала займатися в гімназії. Закінчила Болгарську державну консерваторію (1959–1964 рр.). На вступні іспити в консерваторію в Софію вона приїхала лише в кросівках та костюмі. Після виконання пісні «Гей, Балкан ти рідний наш» її одразу ж прийняли. Щоб заробити на прожиття вона підробляла посудомийницею в їдальні консерваторії, через що над нею глумилися заможні колеги.
«Сьогодні ви смієтеся, що вона миє посуд, а одного дня ви, можливо, митимете її (посуд)», — так говорила знаменита вокальний педагог Ліляна Жаблєнска. Вчителем Гени був відомий болгарський оперний співак та педагог професор Хрісто Брімбаров. Це був справжній підйом болгарської оперної школи, яка дала болгарській та світовій сцені такі імена як Ніколай Гяуров, Борис Хрістов, Нікола Гюзєлєв, Кирил Крістєв, Нікола Ніколов, Димитір Узунов, Райна Кабаїванска та багато інших.
За багаторічну кар'єру Гена Димитрова стажувалася в:
- 1964–1966 — Майстер-клас в Болгарській державній консерваторії
- 1966 — стажування у відомому Оперному музичному училищі «La Scala», Мілан, Італія
- 1970 — стажування в Театральному училищі «La Scala», Мілан, Італія у професорів Ренато Пасторіно, Енцо Ферарі та Рената Корозіо. Результати не змусили довго чекати — невдовзі Гена розпочала успішну кар'єру та виступала на найбільших оперних сценах світу.

## Ролі
- 27 грудня 1967 року — дебют в ролі Абігейл в «Набуко» Джузепе Верді в Софійській народній опері
- 1971–1972 роки — турне по Франції з оперою «Сила долі» Джузепе Верді
- 1972 рік — опера Парми, Італія — роль Амелії, «Бал з масками» Джузепе Верді, разом з Хосе Карерасом та Пьєро Капучілі
- 1973 рік — «La Scala», Мілан, Італія — роль Амелії, «Бал з масками» Джузепе Верді, разом з Пласідо Домінго
- 1978 рік — «Staatsoper», Відень, Австрія — роль на Туги в однойменій опері Дж. Пучіні
- 1980 рік — «Arena di Verona», Верона, Італія — дебют в «Джоконді» Пончіелі, разом з Лучіано Павароті
- 1983 рік — «Arena di Verona», Верона, Італія — роль Турандоти в однойменій опері Дж. Пучіні
- 1983–1984 роки — «La Scala», Мілан, Італія — роль Турандоти в однойменій опері Дж. Пучіні, роль Леді Макбет в опереті «Макбет» Джузепе Верді, роль Амнеріс в опері «Аїда» Джузепе Верді (Л. Павароті)
- 1984 рік — фестивалъ в Зальцбурзі — роль Леді Макбет в опері «Макбет» Джузепе Верді під диригентством Герберта фон Караяна
- 1986 рік — «La Scala», Мілан, Італія — роль Абігейл в «Набуко» Джузепе Верді, диригент Рікардо Муті
- 1987 рік — Метрополітен Опера, Нью-Йорк, США — роль Турандоти в однойменій опері, починаючи з десятого сезона в операх «Турандот», «Джоконда», «Дівчина з зототого Заходу», «Туга» співала разом з Лучіано Павароті
- 1988–1989 роки — «La Scala», Мілан, Італія — ролі в операх «Сільська честь» П. Маскані та «Туга» от Дж. Пучіні

## Педагогічна діяльність
Гена Димитрова проводила майстер-класи в консерваторіях Афін, Риму, Будапешту, Софії та інштх містах. Працювала з молодими талантами, організовували їхні концерти, виступала на их як виконавиця. Її учнями були Єлєна Барімова та Байса Дашням.
Гена Димитрова померла від раку 11 червня 2005 року в Мілані, Італія